# Fattoria Ispoli
Fattoria Ispoli è la sede della omonima fattoria appartenente un tempo alla famiglia Machiavelli, sulla facciata è ancora presente il loro stemma. In passato era una casa da signore, oggi è una azienda agricola a conduzione biologica. La facciata che dà sulla strada principale e la torre angolare presentano caratteri tipici dell'architettura medievale.